# Kabul to Kandahar Star
La Kabul to Kandahar Star (detta anche Roberts Star o Kandahar Bronze Star) era una medaglia di campagna militare coniata per ricompensare quanti avessero partecipato alla liberazione di Kandahar del 9-31 agosto 1880 durante la seconda guerra anglo-afghana.

## Storia
La medaglia venne istituita nel 1881 per commemorare quei soldati che avessero preso parte alla marcia di 514 km tra Kabul e Kandahar in Afghanistan tra il 9 ed il 31 agosto 1880, sotto il comando del generale Frederick Roberts. Inoltre, la decorazione venne concessa alle truppe di stanza lungo la strada a Kelat-i-Ghilzie che accompagnarono il generale Roberts negli ultimi 144 km verso Kandahar.
L'episodio della seconda guerra anglo-afghana della marcia per liberare Kandahar divenne leggendario nella storia militare inglese. Raggiungendo Kandahar, Roberts riuscì a battere gli afghani il 1º settembre 1880 nella Battaglia di Kandahar ed a liberare la città dall'assedio. La guerra si concluse poco dopo.
Vennero concesse in tutte poco più di 11.000 medaglie di questo tipo, e tutti gli insigniti ricevettero anche la Afghanistan Medal con la barretta Kandahar.
L'episodio ebbe vasta eco nel Regno Unito e questo è il motivo per cui venne realizzata una medaglia apposita, distinta dall'Afghanistan Medal. Il generale Roberts rimase positivamente sorpreso dalla reazione del pubblico in patria.

## Descrizione
La medaglia è composta di una stella a cinque punte in bronzo dell'altezza di 62mm e della larghezza di 48mm, sospesa ad una corona imperiale inglese. Essa venne realizzata col bronzo sottratto agli afghani nel corso della battaglia di Kandahar.
Al centro, sul diritto, si trova il monogramma reale VRI (Victoria Regina Imperatrix), circondato dal testo "Kabul to Kandahar 1880". Il retro è piatto e sfondato al centro, col nome dell'insignito attorno.
Il nastro è rosso, giallo, bianco e blu sfumati, una tipologia di nastro già utilizzata dalla Compagnia britannica delle Indie orientali e rappresentante il cielo dell'est all'alba.
La medaglia venne realizzata dalla ditta Henry Jenkins and Sons di Birmingham, che realizzerà anche la Khedive's Star egiziana del 1882.